# 59 Dywizja Piechoty (Imperium Rosyjskie)
59 Dywizja Piechoty (ros. 59-я пех. дивизия) – rezerwowa dywizja piechoty Imperium Rosyjskiego, okresu działań zbrojnych I wojny światowej.
Powstała z 7 Dywizji Piechoty z Woroneża (5 Korpus Armijny, 5 Armia).

## Struktura organizacyjna
Lipiec 1914:
- dowództwo dywizji
- 233 Starobielski pułk piechoty
- 234 Boguczarski pułk piechoty
- 235 Bielebiejewski pułk piechoty
- 236 Borysoglebski pułk piechoty